# تیم ملی بسکتبال افغانستان
تیم ملی بسکتبال افغانستان نماینده افغانستان در مسابقات بین‌المللی بسکتبال است.
این تیم در سال ۲۰۱۰ مدال طلا در بازی‌های جنوب آسیا را بدست آورد و این اولین مدال طلا در تاریخ بسکتبال این کشور محسوب می‌شود. این تیم در رنکینگ جهانی رتبه ۸۵ را دارد.